# کارل بروکلمان

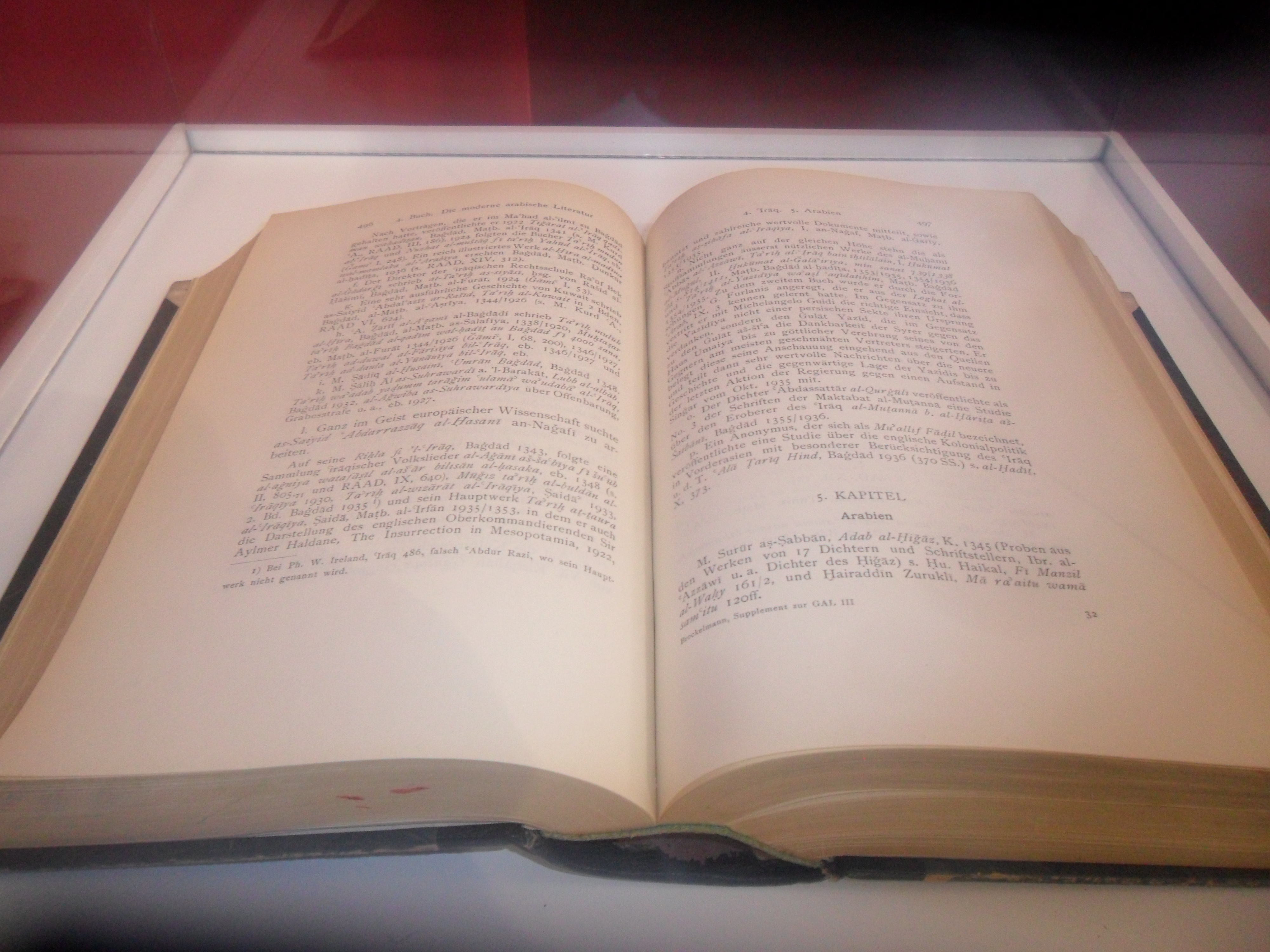
تاریخ ادبیات عربی، تألیف کارل بروکلمان، ۱۹۰۹

کارل بروکلمان (به آلمانی: Carl Brockelmann)‏ (۱۷ سپتامبر ۱۸۶۸ – ۶ مه ۱۹۵۶) خاورشناس آلمانی و از بزرگ‌ترین سامی‌شناسان (عرب‌شناسان) در نیمهٔ اول قرن بیستم بود.

## زندگی‌نامه
کارل بروکلمان، فرزند ارنْست بروکلمان، در ۱۷ سپتامبر ۱۸۶۸ در روستوک، آلمان به دنیا آمد. در ۱۸۸۶ وارد دانشگاه روستوک شد. نخست به فراگیری زبان و متن‌شناسی یونانی، لاتین، عربی، حبشی و علوم و زبان‌های شرقی و زبان‌های هندواروپایی پرداخت. در سال ۱۸۸۸ در استراسبورگ، فرانسه به محضر درس تئودور نلدکه رفت و در درس زبان‌های سانسکریت و ارمنی و زبان قبطی (مصری قدیم) حاضر شد. در ۱۸۹۰، زیر نظر نلدکه، از دانشگاه استراسبورگ درجهٔ دکتری گرفت و در یکی از مدرسه‌های پروتستانی آغاز به تدریس کرد. در همین اوقات، به گردآوری موادی برای تألیف فرهنگ سریانی پرداخت. در فوریهٔ ۱۸۹۵ این فرهنگ با نام واژه‌نامهٔ سریانی منتشر شد. پس از آن، به دعوت ادوارد زاخائو، در نشر تحقیقی و انتقادیِ کتاب طبقات ابن سعد شرکت کرد. بروکلمان، برای گردآوری نسخه‌های خطیِ این کتاب، در سال ۱۸۹۵ به لندن و استانبول سفر کرد و با استفاده از این فرصت، به تصحیح متن عیون‌الاخبار ابن قتیبه پرداخت و در ۱۸۹۶ به برسلاو بازگشت. جلد هشتم از طبقات ابن سعد به کوشش بروکلمان در ۱۹۰۴ به وسیلهٔ آکادمی برلین منتشر شد.
اثر مشهور او، با عنوان تاریخ ادبیات عربی، طی سال‌های ۱۸۹۷ تا ۱۹۰۲ منتشر شد، و به‌صورت نهایی خود با ملحقات آن، طی سال‌های ۱۹۳۷–۱۹۴۲ در پنج جلد انتشار یافت و با استقبال خاورشناسان و اسلام‌شناسان مواجه شد؛ زیرا مشتمل بر همهٔ آثاری بود که به زبان عربی تحریر یافته بود.
در بهار ۱۹۰۰، ادوارد زاخائو از بروکلمان خواست تا تدریس زبان عربی را در مدرسهٔ زبان‌های شرقی برلین بپذیرد. در تابستان همان سال، کرسی دانشگاه‌های ارلانگن و برسلاو به وی پیشنهاد شد، و او ترجیح داد که به برسلاو برود. از همین زمان، بروکلمان در تألیف مجموعه‌ای دربارهٔ تاریخ ادبیات شرق، که از ۱۹۰۱ آغاز شده بود، سهیم شد و تألیف جزء هفتم از این مجموعه، بخش «تاریخ ادبیات مسیحی در شرق» را که شامل ادبیات سریانی و عربی می‌شد، به عهده گرفت. سپس، در ۱۹۰۳، از او دعوت شد که در دانشگاه کونیگسبرگ تدریس کند. او در آنجا بیشتر کتاب‌های خود ازجمله دستور تطبیقی زبان‌های سامی (دو مجلد ۱۹۰۷–۱۹۱۳) را تألیف کرد. در ۱۹۰۹ در دانشگاه هاله متصدی کرسی خاورشناسی شد و از ۱۹۱۰ تا ۱۹۲۲ در آنجا بود. در همان‌جا جزء دوم کتاب دستور تطبیقی زبان‌های سامی را نوشت و ویرایش دوم فرهنگ سریانی را آماده کرد، ولی جنگ جهانی اول کار او را کند ساخت، زیرا بسیاری از متون سریانی که در خارج آلمان منتشر شده بود به آلمان نمی‌رسید. جزء اول این کتاب در ۱۹۱۸ منتشر شد و نشر کامل آن در ۱۹۲۸ صورت گرفت.
بروکلمان، به‌موازات توجه به زبان‌های سامی، به زبان ترکی نیز عنایت داشت و در آغاز جنگ جهانی دوم دیوان لغات الترک کاشغری را در استانبول چاپ کرد. این کتاب مشتمل بر اطلاعات فراوانی از اقوام ترک در آسیای مرکزی بود، و براساس همین کتاب، کنزاللغه ترکی میانه را تألیف کرد که با کمک آکادمی علوم مجارستان به چاپ رسید.
بروکلمان در تابستان ۱۹۳۲ به ریاست دانشگاه برسلاو منصوب گشت. در این دوران، دانشجویان بر ضد کوهن، که یهودی بود، تظاهرات کردند، و چون بروکلمان از آزادی دانشگاه در انتخاب استادان به هر مذهبی که باشند دفاع می‌کرد، در ۱۹۳۳ ناچار به استعفا گردید، ولی کرسی استادی خود را در دانشگاه تا پاییز ۱۹۳۵ که بازنشسته شد حفظ کرد. او در بهار ۱۹۳۷ به شهر هاله منتقل گشت تا بتواند از کتابخانهٔ خاورشناسی آلمانی آنجا استفاده کند و به تصحیح و تکمیل کار اصلی خود، تاریخ تألیفات عربی، بپردازد.
در سال‌های ۱۸۹۵ تا ۱۹۱۴، بروکلمان به گردآوری اطلاعات دربارهٔ تاریخ اسلام پرداخت و نگارش فصل «تاریخ اسلام» را در اثری که زیرنظر یولیوس فون پلوگ هارتونگ دربارهٔ تاریخ جهان نوشته می‌شد، به عهده گرفت. این فصل به‌طور فشرده تاریخ اسلام را از آغاز تا زمان تألیف دربرمی‌گرفت. بروکلمان در طی ۲۵ سال این مطلب را گسترش داد و فصلی دراز دربارهٔ اوضاع دولت‌های جدید اسلامی بعد از جنگ جهانی اول تا ۱۹۳۹ بر آن افزود. حاصل کار، کتاب مشهور و معتبر تاریخ ملل و دول اسلامی بود که در سال ۱۹۳۹ انتشار یافت.
بروکلمان در تابستان ۱۹۵۳ برای بار دوم بازنشسته شد، ولی درس و بحث را رها نکرد. سرانجام در ۶ مه ۱۹۵۶ درگذشت.